# P.S. (gruppo musicale)
P.S. è un gruppo pop e pop-rock slovacco originario di Bratislava. Viene fondato nel 1998 da Magda Vyletelová,
Braňo Jančich e Michal Mošaťe. L'attività del gruppo prosegue ininterrottamente per 10 fino al 2008 quando ne viene decretato lo scioglimento. Quattro anni più tardi, nel 2012, la voce del gruppo, Magda Vyletelová, rifonda il gruppo, con nuovi componenti.

## Membri fondatori
- Magda Vyletelová - voce,
- Braňo Jančich - tastiera, voce
- Michal Mošať - chitarra acustica

## Componenti attuali
- Magdaléna "Maggie" Vyletelová
- Maroš Repík
- Stanislav Vachuna
- Rastislav Rigo
- Martin Kahan

## Discografia
- 2001 Dobré ráno - Forza Music, CD
- 2003 Všetko naopak - Universal Music, CD
- 2004 psinfo.sk - Brjan Music AS 007-2-331 EAN 8 588002 710568 , CD
- 2006 Bez zbytočných rečí - H.O.M.E. Production  EAN 8 588003 554017, CD
- 2007 Best Of - H.O.M.E. Production  HO 0023-2-331 EAN 8 588003 554208, CD+DVD